# Anorexia athletica
Anorexia athletica is een vorm van anorexia nervosa. Dit subtype is officieel (nog) niet vastgelegd in het psychiatrisch handboek DSM.

## Ontstaan
Anorexia athletica komt vooral voor onder (duur)sporters en mensen die (dagelijks) veel zware lichamelijke arbeid verrichten. Het komt veel voor onder sporten waar een laag lichaamsgewicht vaak van belang is, zoals turnen, hardlopen, dansvormen enzovoort, maar ook onder amateursporters kan het voorkomen, bijvoorbeeld in sportscholen.

## Kenmerken
Anorexia athletica kenmerkt zich doordat de patiënt extra calorieën verbrandt door de lichamelijke inspanningen, maar daarbij normaal of zelfs gematigd blijft eten. Hierdoor worden de extra verbrande calorieën niet of te weinig aangevuld en blijft de patiënt afvallen. Hierdoor kan ondergewicht ontstaan. Wanneer de patiënt regelmatig eetbuien heeft en dit compenseert door overmatig vaak en extreem intensief te sporten of lichamelijk te bewegen, kan er worden gesproken van boulimia athletica.